# Istenszülő elszenderedése templom (Bölön)
A bölöni Istenszülő elszenderedése templom műemlékké nyilvánított épület Romániában, Kovászna megyében. A romániai műemlékek jegyzékében a  CV-II-m-A-13138 sorszámon szerepel.